# Ptychadena obscura
Ptychadena obscura es una especie  de anfibios de la familia Ranidae.

## Distribución geográfica
Se encuentra en la República Democrática del Congo, Zambia y, posiblemente en Angola y Tanzania.  